# Giovanni Dolfin (doge)
Pour les articles homonymes, voir Giovanni Delfino.
Giovanni Dolfin (parfois italianisé en Delfin ou Delfino), né vers 1303 et mort le 12 juillet 1361, est le 57e doge de Venise élu en 1356.
Général courageux et décidé, il ne peut empêcher la perte de la Dalmatie et la crise dans la ville mais il s'implique de toutes ses forces pour en limiter les dommages, ce qu'il réussit partiellement.

## Biographie

### Famille
Giovanni Dolfin est le fils de Benedetto (Benetto, Bello, Bellerio, Bellerino) Dolfin, né dans une famille noble et riche. Il n'a qu'un seul frère, avec lequel ils se partagent l'héritage paternel. Il s'investit jeune dans le métier des armes, obtenant rapidement des succès. Il est borgne à la suite d'une blessure.
Il épouse Caterina Giustinian dont il a huit enfants.
Politiquement sa famille est alliée à celle des Gradenigo, conservateurs. À la mort du doge Giovanni Gradenigo, Dolfin est assiégé à Trévise, Venise étant alors en guerre, et c'est en ce lieu qu'il apprend la nouvelle de son élection le 13 août 1356 par 25 voix.

### Le dogat

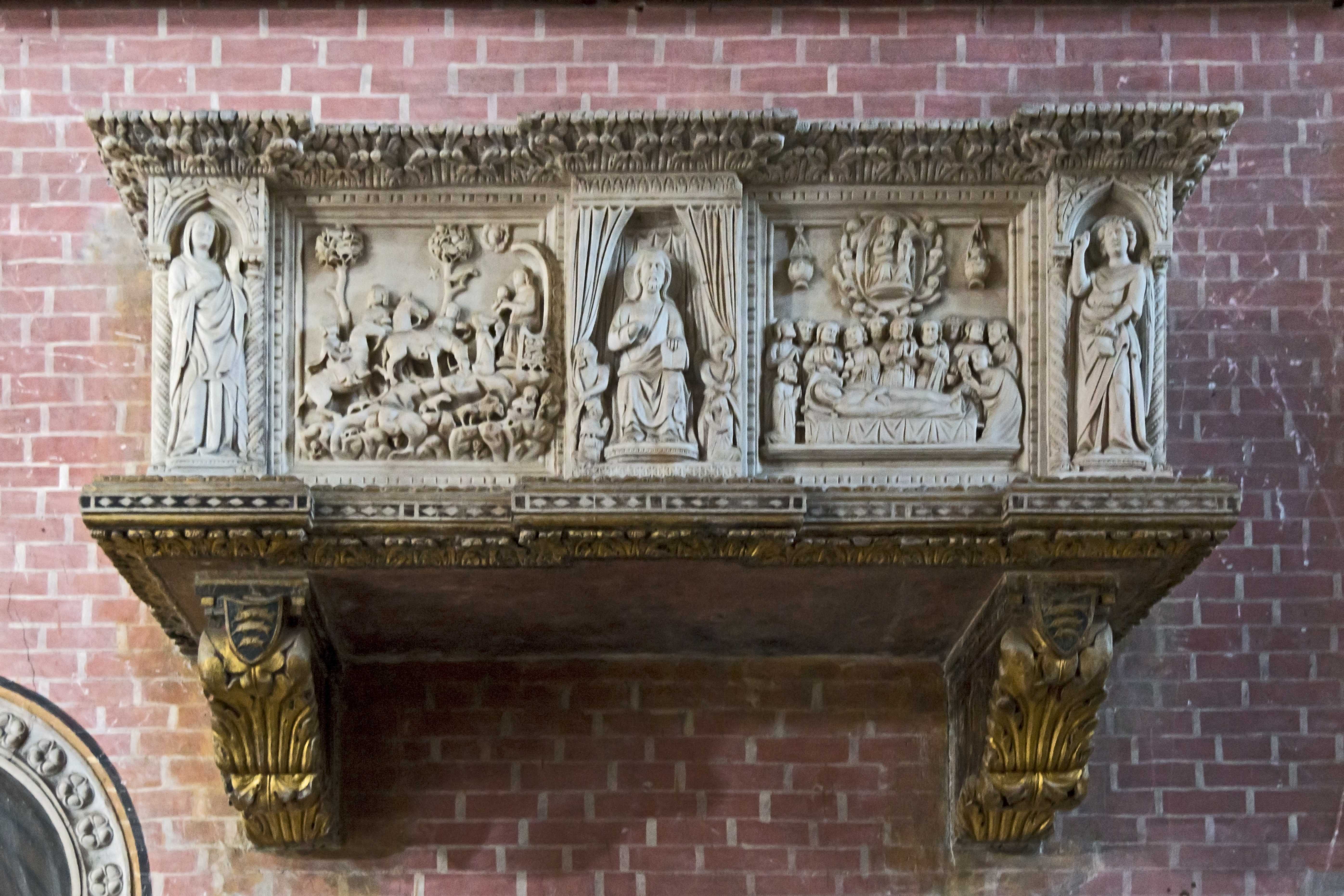
La tombe de Dolfin à San Zanipolo

Le caractère impétueux de Giovanni Dolfin s'illustre lors de son élévation au dogat quand il rassemble ses troupes, rompt l'encerclement de Trévise et rejoint Venise pour se faire couronner doge et prendre immédiatement les rênes du pouvoir.
La situation militaire est désespérée; les Hongrois assiègent Trévise, ils ont conquis la Dalmatie et attaquent les bateaux vénitiens dans l'Adriatique en incitant les dernières terres à la révolte. La lourde défaite à Nervesa en février 1358 signe le destin de cette guerre. La Dalmatie est perdue ainsi que les bases les plus importantes, Zara et Split, mais Venise préserve sa domination navale s'assurant que le roi de Hongrie renonce à construire une flotte qui aurait pu mettre en difficulté la ville lagunaire.
Toujours en 1358-1359, Padoue commence à installer des commerces fluviaux le long du Brenta et le pape impose à Venise de ne pas commercer avec les Égyptiens de religion musulmane.
À partir de 1360, une profonde crise économique débute à Venise qui ne prend fin qu'après la guerre de Chioggia en 1382.
Ainsi se termine, avec de nombreux revers, le règne de Giovanni Delfino qui meurt le 12 juillet 1361. Il est enterré dans la chapelle Saint-Pie V de la basilique de San Zanipolo.